# Antonio Gallardo
Antonio Gallardo Palacios (Guadalajara, 19 aprile 1989) è un ex calciatore messicano, di ruolo centrocampista.